# Masulita
Masulita – miasto w Ugandzie, w dystrykcie Wakiso.